# Another World Tour
Another World Tour – druga solowa trasa koncertowa gitarzysty zespołu Queen, Briana Maya, w jej trakcie odbyło się czterdzieści pięć koncertów.
1. 5 czerwca 1998 – Rzym, Włochy – Big Mama Club
2. 9 czerwca 1998 – Paryż, Francja – Le Réservoir
3. 11 czerwca 1998 – Londyn, Anglia – Virgin Megastore
4. 15 września 1998 – Gijon, Hiszpania – Teatro Jovenallos
5. 17 września 1998 – Barcelona, Hiszpania – Zeleste
6. 18 września 1998 – Madryt, Hiszpania – Macumba
7. 20 września 1998 – Bruksela, Belgia – Ancienne Belgique
8. 22 września 1998 – Paryż, Francja – La Cigale
9. 23 września 1998 – Utrecht, Holandia – Vredenburg
10. 24 września 1998 – Groningen, Holandia – Martinihal
11. 27 września 1998 – Oslo, Norwegia – Rockafella
12. 28 września 1998 – Sztokholm, Szwecja – Cirkus
13. 30 września 1998 – Warszawa, Polska – Klub Stodoła
14. 2 października 1998 – Berlin, Niemcy – Columbia Halle
15. 3 października 1998 – Hamburg, Niemcy – Grosse Freiheit
16. 5 października 1998 – Kolonia, Niemcy – E-Werk
17. 7 października 1998 – Stuttgart, Niemcy – Beethovensal
18. 8 października 1998 – Monachium, Niemcy – Circus Krone
19. 10 października 1998 – Wiedeń, Austria – Rock Haus
20. 12 października 1998 – Budapeszt, Węgry – Petőfi Csarnok
21. 13 października 1998 – Linz, Austria – Posthof 2
22. 18 października 1998 – Mediolan, Włochy – Rolling Stone
23. 19 października 1998 – Zurych, Szwajcaria – Volkshaus
24. 21 października 1998 – Offenbach, Niemcy – Capitol
25. 22 października 1998 – Praga, Czechy – Mala Sportovni Hala
26. 24 października 1998 – Nottingham, Wielka Brytania – Royal Concert Hall
27. 25 października 1998 – Londyn, Anglia – Royal Albert Hall
28. 27 października 1998 – Bristol, Wielka Brytania – Colston Hall
29. 28 października 1998 – Birmingham, Wielka Brytania – National Indoor Arena
30. 30 października 1998 – Newcastle, Wielka Brytania – City Hall
31. 31 października 1998 – Manchester, Wielka Brytania – Apollo Theatre
32. 2 listopada 1998 – Sheffield, Wielka Brytania – City Hall
33. 3 listopada 1998 – Glasgow, Wielka Brytania – The Glasgow Royal Concert Hall
34. 6 listopada 1998 – Sankt Petersburg, Rosja – DK Lensovetta
35. 7 listopada 1998 – Moskwa, Rosja – MSA Luzhniki Arena
36. 10 listopada 1998 – Tokio, Japonia – Sun Plaza Hall
37. 11 listopada 1998 – Tokio, Japonia – Shibuya Kokaido
38. 13 listopada 1998 – Nagoja, Japonia – Club Quatro
39. 14 listopada 1998 – Osaka, Japonia – IMP Hall
40. 20 listopada 1998 – Perth, Australia – Metropolis
41. 22 listopada 1998 – Adelaide, Australia – Heaven II
42. 23 listopada 1998 – Melbourne, Australia – Palais Theatre
43. 25 listopada 1998 – Sydney, Australia – Capitol Thatre
44. 26 listopada 1998 – Newcastle, Australia – Newcastle Workers Cooperative Club
45. 28 listopada 1998 – Brisbane, Australia – Alexandra Hills Hotel